# César Ramos Esteban
César Ramos Esteban (Cáceres, 1 de marzo de 1975) es un ingeniero técnico industrial y político español, diputado por la provincia de Cáceres en el Congreso de los Diputados en la XI, XII, XIII y XIV legislaturas

## Biografía
Nació en el Sanatorio de la Consolación de Cáceres, hijo de un maestro de educación especial y un ama de casa, el cuarto de cinco hermanos de una familia muy conocida en Cáceres, su abuela tenía un Quiosco en el conocido paseo de Cánovas, el Quiosco Pepita por el que pasaron varias generaciones de cacereños, su padre era conocido por su actividad en distintas organizaciones: asociaciones de padres, las asociaciones de vecinos, el sindicato UGT, el PSOE, entre muchas otras. Compromiso que posteriormente heredó su hijo. 
Su primera etapa educativa, la EGB, la pasó en el Colegio Público Cervantes de Cáceres, posteriormente continuó sus estudios en el Instituto de enseñanza secundaria El Brocense, para terminar Ingeniería Técnica Industrial en la Escuela de Ingenierías Industriales de Badajoz. Completó sus estudios con un Master Executive MBA por la Escuela de Organización Industrial y con un máster en Riesgos Laborales.  Durante su etapa juvenil practicó gran número de deportes: karate, atletismo, baloncesto, voleibol y rugby.

## Participación Asociativa
Desde joven participa en el movimiento Scout, formando parte primero del Grupo Scout Pizarro de Scout de Baden Powell y posteriormente en el Grupo Scout Al-kazires 462 de Scout de España, del que será coordinador. También ha desempeñado cargos de responsabilidad en la Ejecutiva Regional de Scout de Extremadura como Secretario de Programas. 
No fue hasta finalizar sus estudios de Ingeniería cuando intensificó sus compromisos asociativos y políticos, como vocal de educación y cultura del Consejo de la Juventud de Cáceres, como miembro del Comité de empresa de Catelsa Cáceres y como secretario regional de Formación de FIA-UGT de Extremadura.

## Trayectoria política
Su trayectoria política se inicia como Secretario General de Juventudes Socialistas en la provincia de Cáceres, llevando a cabo una extensión y modernización de la organización, creando nuevas agrupaciones en muchas poblaciones de la provincia. En el año 2004 entra a formar parte de la ejecutiva provincial del PSOE de Cáceres, en cuyo congreso fue responsable de la redacción de la ponencia política que se debatió. 
Su relación política con Guillermo Fernández Vara se inicia en el año 2007 coincidiendo con la elección de este como candidato a la presidencia de la Junta de Extremadura, formando parte del Comité Electoral Regional, siendo responsable de la campaña en internet, época que coincide con el inicio de la actividad de Guillermo Fernández Vara en internet a través de su blog: elcuadernodeguillermo y su página de campaña: varapresidente, convirtiendo al PSOE de Extremadura en referencia del uso de la red por parte de una organización política. A partir de ese momento César Ramos pasa a formar parte de los formadores del PSOE en materia de uso de internet, impartiendo cursos y conferencias tanto en la escuela de formación Jaime Vera, como en las Conferencias Políticas que organiza el PSOE.
En el año 2008 entra a formar parte de la Ejecutiva Regional del PSOE de Extremadura como Secretario de Innovación y Ciudadanos en Red, época en la que se produce una modernización y una extensión del uso de todas las herramientas de internet por toda la estructura de PSOE de Extremadura. Entre las tareas realizadas dentro esta responsabilidad se encuentran la defensa: del software libre, la alfabetización tecnológica, el gobierno abierto,… entre otros. 
En el año 2012 se presenta como candidato a la Secretaria General Provincial del PSOE de Cáceres, congreso que perdió por 22 votos contra Miguel Ángel Morales. En el año 2014 forma parte del grupo que impulsa la candidatura de Pedro Sánchez colaborando en el apoyo de la candidatura en Extremadura, la estrategia en internet y desarrollo de propuestas en distintas materias como el Gobierno Abierto. 
Entre las responsabilidades que ha tenido en el PSOE a nivel nacional se encuentra la Coordinación de Grupo de Gobierno Abierto, además de ser el responsable de la propuesta en materia de Gobierno Abierto del PSOE para las elecciones generales de 2015.
En el año 2023, votó a favor de la investidura de Pedro Sánchez

## Actividad en la Asamblea de Extremadura
Entró como diputado en la Asamblea de Extremadura en el año 2006 coincidiendo con el último año de mandato de Juan Carlos Rodríguez Ibarra en la Junta de Extremadura, realizando labores de portavoz adjunto de fomento. En el año 2007 y coincidiendo con el mandato de Guillermo Fernández Vara como presidente de la Junta de Extremadura se convierte en portavoz de industria, energía y medio ambiente, etapa en la que cabe destacar su participación en la negociación del Pacto Social y Político de Reformas por Extremadura que fue aprobado por unanimidad en la Asamblea de Extremadura. 
Su actividad se intensificó en la legislatura de 2011 a 2015 donde fue portavoz de empresa, emprendimiento e innovación, donde cabe destacar la coordinación de la propuesta de ley de gobierno abierto de Extremadura  que realizó el PSOE de Extremadura y que fue aprobada por unanimidad en la Asamblea de Extremadura y que se ha convertido en referencia nacional en esta materia. Además durante esta legislatura consiguió cerrar distintos acuerdos con el gobierno de José Antonio Monago en temas claves para el futuro de Extremadura como son: la estrategia de especialización inteligente, la estrategia de industrialización, el plan de alfabetización tecnológica, la agenda digital y el plan de innovación, entre otros.

## Actividad en el Congreso de los Diputados
Se presentó en las listas del PSOE por la provincia de Cáceres para el Congreso de los Diputados en las elecciones generales del 20 de diciembre de 2015, el 26 de junio de 2016, el 28 de abril de 2019 y el 10 de noviembre de 2019, siendo diputado durante las legislaturas XI, XII, XIII y XIV.
En la legislatura XI ejerció de portavoz adjunto de industria, y en la legislatura XII portavoz de Fomento y en la XIII y XIV como portavoz de Transportes, Movilidad y Agenda Urbana. En la XII legislatura fue vicepresidente de la comisión de investigación del accidente ferroviario en Angrois y vocal en la comisión de investigación del accidente aéreo del vuelo JK5022. En la legislatura XIV fue miembro de la Comisión para la Reconstrucción Social y Económica. 
Durante la legislatura XII tuvo un papel muy activo de interlocución para solucionar los conflictos entre el sector del taxi y la VTC, y el del sector de la estiba portuaria, con motivo de la sentencia del Tribunal de Justicia de la Unión Europea de 11 de diciembre de 2014. Además impulsó el debate sobre la fórmula para la planificación de las infraestructuras de transporte en España a través de un documento: “Sistemática para la planificación de Infraestructuras”  y ha sido el primer parlamentario en impulsar la utilización de la tecnología Big Data por las administraciones públicas para mejorar la movilidad.

## Trayectoria profesional
En el año 1997 se incorpora como becario a la empresa Catelsa Cáceres del sector del automóvil, perteneciente al grupo francés Hutchinson, donde realiza su proyecto final de carrera. Al terminar su etapa de becario se incorpora como trabajador de pleno derecho en la empresa realizando tareas de diseño de moldes para piezas de caucho y termoplástico por inyección, diseño de utillaje especial, mantenimiento de moldes y utillajes, además de participar en los procesos de transferencia e industrialización de procesos a otras fábricas del grupo. Pasa a la situación de excedencia al ser elegido Diputado en la Asamblea de Extremadura. 
En el año 2015 coincidiendo con la finalización su mandato como diputado en la Asamblea de Extremadura entra a formar parte como responsable de desarrollo de negocios en la empresa Open Ideas, realizando tareas de gestión de proyecto de implantación y desarrollo de Pymes en Internet. 

## Trayectoria como formador y conferencias
Ponente habitual en congresos internacionales relacionados con Gobierno Abierto, Software Libre, Innovación y Tecnología, entre los que se encuentran: 
- II Efindex en Cáceres.
- III Congreso Internacional de Nuevo Periodismo en Cáceres.
- I Icities en Canarias, Seminario sobre Innovación y Conocimiento en Río de Janeiro (Brasil).
- II Seminario sobre Innovación y Conocimiento en Mendoza (Argentina).
- II encuentro de parlamentarios en Brasilia (Brasil).
- I Semana Iberoamericana de Open Government en Buenos Aires (Argentina). - II Conferencia Internacional de Software Libre en Buenos Aires (Argentina).
- Virtual Educa en Asunción (Paraguay).
- II Semana Internacional de Gobierno Abierto en Buenos Aires (Argentina).
- III Conferencia Internacional de Software Libre de Buenos Aires.
- Seminario Internacional Sobre Transferencia en Santa Fe (Argentina).
- II Jornadas de Gobierno Abierto y Open Data de la Universidad Pablo de Olavide de Sevilla.

Ha sido ponente en cursos de verano de la Universidad de Extremadura y la Universidad Complutense de Madrid. Además de profesor del Máster de Administración Electrónica de la Universidad de Extremadura y del programa de experto de Marketing digital de la Escuela de Finanzas. 

## Publicaciones y artículos
Ha participado como autor y coautor en distintas publicaciones:
- César Ramos (marzo de 2013). #Democracia Hacker: El poder de los ciudadanos. Algón Editores.
- Coautor, Coordinada por César Calderón y Sebastián Lorenzo (abril de 2010). Open Government-Gobierno Abierto. Algón Editores.
- Coautor. Leonard Pera (marzo de 2013). Social Commerce, 100 consejos para vender en internet. Algón Editores.
- Colaborador. El Atlas de la revolución digital. Clave Intelectual (septiembre de 2020).
- Coautor. Manifiesto por una izquierda digital. Clave Intelectual (septiembre de 2020)

Su primeros artículos de opinión se publicaron en los diarios regionales extremeños: Diario Hoy y El Periódico Extremadura, posteriormente ha publicado en medios nacionales como Diario Crítico y desde el año 2013 es colaborador habitual en El Huffigton Post publicando casi semanalmente. 
Es de los primeros políticos que posee blog, primero con criticapositiva y posteriormente con su página: cesarramos.es, que utiliza para gestionar su actividad política, además de lanzar sus reflexiones. Es muy activo en las distintas redes sociales como: Twitter, Facebook, Linkedin,….